# Parajulidae
Parajulidae är en familj av mångfotingar. Parajulidae ingår i ordningen cylinderdubbelfotingar, klassen dubbelfotingar, fylumet leddjur och riket djur. Enligt Catalogue of Life omfattar familjen Parajulidae 139 arter. 

## Dottertaxa till Parajulidae, i alfabetisk ordning[1]
- Aliulus
- Aniulus
- Apacheiulus
- Arvechambus
- Bollmaniulus
- Codiulus
- Ethoiulus
- Ethojulus
- Georgiulus
- Gosiulus
- Gyniulus
- Hakiulus
- Karteroiulus
- Litiulus
- Mexicoiulus
- Mulaikiulus
- Okliulus
- Oriulus
- Paraiulus
- Parajulus
- Pheniulus
- Pseudojulus
- Ptyoiulus
- Saiulus
- Simiulus
- Sophiulus
- Spathiulus
- Teniulus
- Thriniulus
- Tuniulus
- Uroblaniulus